# Reformski judaizam
Reformski judaizam (takođe poznat kao liberalni judaizsm ili progresivni judaizam) jedna je od glavnih jevrejskih denominacija koja naglašava evoluirajuću prirodu vere, superiornost njenih etičkih aspekata nad ceremonijalnim i verovanje u neprekidno otkrovenje, usko isprepleteno s ljudskim razumom i intelektom, i nije usredsređeno na teofaniju na Sinajskoj gori. Liberalni pravac judaizma, je karakterisan manjim naglaskom na obrednom i personalnom poštovanju, smatrajući židovski zakon neobavezujućim i pojedinačnog Jevreja kao autonomnog, te otvorenošću prema spoljnim uticajima i progresivnim vrednostima. Poreklo reformskog judaizma leži u Nemačkoj 19. veka, gde su rane principe formulisali rabin Abraham Gajger i njegovi saradnici. Pokret je od 1970-ih usvojio politiku inkluzije i prihvatanja pozivajući što više članova da učestvuju u svojim zajednicama. On se poistovećuje sa progresivnim političkim i društvenim programima, uglavnom pod tradicionalnom jevrejskom rubrikom Tikun Olama, ili „Popravke sveta”. Tikun Olam je centralni moto reformskog judaizma, a delovanje u njegovom okrivu jedan je od glavnih kanala kojim pristalice mogu da iskažu svoju pripadnost. Najveći centar pokreta danas je u Severnoj Americi.
Različite regionalne grane koje dele ova verovanja, uključujući američku Uniju za reformski judaizam (URJ), Pokret za reformski judaizam (MRJ) i Liberalni judaizam u Britaniji, te Izraelski pokret za reformski i napredni judaizam. Sve su ujedinjene u međunarodnoj Svetskoj uniji za napredni judaizam. Za VUPJ, koji je osnovan 1926. godine, procenjuje se da predstavlja najmanje 1,8 miliona ljudi u 50 zemalja: blizu milion registrovanih odraslih pripadnika, kao i gotovo isto toliko neregistrovanih pojedinaca koji se identifikuju sa denominacijom. To ga čini drugom po veličini jevrejskom denominacijom u svetu.

## Definicije
Njegov inherentni pluralizam i veliki značaj koji se pridaje autonomiji pojedinca ometaju svaku pojednostavljivu definiciju reformskog judaizma; njegove različite struje smatraju da je židovstvo kroz vekove izvedeno iz procesa stalne evolucije. To garantuje i obavezuje na dalje izmene i odbacuje se svaki fiksni, stalni skup verovanja, zakona ili praksi. Jasan opis postao je posebno izazovan nakon skretanja ka politici koja favorizuje inkluzivnost („Veliki šator” u Sjedinjenim Državama) nad koherentnom teologijom 1970-ih. To se u velikoj meri preklapalo sa onim što su istraživači nazvali prelazom sa „klasične” na „novu” reformu u Americi, paralelno sa ostalim, manjim granama širom sveta. Ovaj pokret je prestao da naglašava principe i osnovna uverenja, fokusirajući se više na lično duhovno iskustvo i zajedničko učešće. Ovaj pomak nije bio praćen izrazitom novom doktrinom ili napuštanjem probitne, već više dvosmislenošću. Rukovodstvo je dozvolilo i ohrabrivalo širok raspon položaja, od selektivnog usvajanja halahičkog poštovanja do elemenata koji su se približili religioznom humanizmu.
Opadajući značaj teorijske osnove, u korist pluralizma i ekvivokalnosti, privukao je velike mose novopridošlica. Takođe je došlo do diverzifikacije reforme do te mere da je bilo teško formulisati njenu definiciju. Za rane i „klasične” reforme karakteristično je odstupanje od tradicionalnih oblika judaizma u kombinaciji sa koherentnom teologijom; „Nova reforma” je tražila do izvesnog nivoa reinkorporaciju mnogih ranije odbačenih elemenata u okviru uspostavljenom tokom „klasične” faze, mada je ta vrlo doktrinalna osnova postajala sve više zamagljena. Kritičari, poput rabina Dana Evana Kaplana, upozorili su da je reforma postala više klub jevrejskih aktivnosti, sredstvo za pokazivanje neke pripadnosti nasleđu u kojem čak i rabinski studenti ne moraju da veruju u bilo koju određenu teologiju ili da se bave bilo kojom određenom praksom, pre nego definisani sistem verovanja.

## Teologija

### Bog
U pogledu Boga, dok su se neka gledišta među duhovnim vodstvom približavala religioznom, pa čak i sekularnom humanizmu - tendenciji koja je sve više rasla od sredine 20. veka, među sveštenstvom i konstituentima, dovodeći do širih, mračnijih definicija koncepta - pokret je uvek zvanično održavao teistički stav, afirmišući veru u ličnog Boga.
Mislioci rane reforme u Nemačkoj držali su se tog načela; Pitsburška platforma iz 1885. godine je opisala „Jednog Boga ... Ideju Boga kako je opisana u Svetom Pismu” kao posvećenje židovskog naroda za svojim sveštenicima. Ona je bila utemeljena na potpuno teističkom razumevanju, mada su izraz „ideja Boga” osuđivali vanjski kritičari. Takva je bila i Kolumbova deklaracija o načelima iz 1937. koja je govorila o „Jednom, živom Bogu koji vlada svetom”. Čak je i Perspektiva stogodišnjice u San Francisku iz 1976. godine, sastavljena u vreme velikog neslaganja među reformskim teolozima, podržavala „afirmaciju Boga ... Izazovi moderne kulture su ljudima otežali postojano verovanje. Uprkos toga, mi lično i zajednički temeljimo svoj život na Božjoj realnosti.” Pitsburški iskaz o principima iz 1999. godine deklarisao je „realnost i jedinstvo Boga”. Britanski liberalni judaizam afirmiše „židovsku zamisao Boga: Jedao i nedeljiv, transcendentan i imanentan, stvoritelj i održavatelj”.

### Otkrovenje
Osnovno načelo reformske teologije je vera u kontinuirano, ili progresivno, otkrivenje, koje se dešava neprekidno i nije ograničeno na teofaniju na Sinaju, definišući događaj u tradicionalnom tumačenju. Prema ovom gledištu, sve svete spise judaizma, uključujući Toru, su napisala ljudska bića koja su, iako pod božanskim nadahnućem, unela svoje razumevanje i odražavala duh svojih uzastopnih doba. Sav narod Izraela je još dalja karika u lancu otkrivenja, sposoban da dođe do novih uvida: religija se može obnoviti bez da nužno zavisi od prošlih konvencija. Glavni promulgator ovog koncepta bio je Abraham Gajger, koji se generalno smatra osnivačem pokreta. Nakon što ga je kritičko istraživanje dovelo do toga da Sveto pismo smatra ljudskom tvorevinom, koja nosi obeležja istorijskih okolnosti, napustio je verovanje u neprekinutu večnost tradicije koja potiče sa Sinaja i postepeno je zamenio idejom progresivnog otkrivenja.
Kao i u drugim liberalnim denominacijama, ovaj pojam je ponudio konceptualni okvir za pomirenje prihvatanja kritičkog istraživanja sa održavanjem vere u neki oblik božanske komunikacije, čime je sprečio raskid među onima koji više nisu mogli da prihvate doslovno razumevanje otkrivenja. Ne manje važno, dao je sveštenstvu obrazloženje za prilagođavanje, promenu i izdvajanje tradicionalnih običaja i zaobilaženje prihvaćenih konvencija jevrejskog zakona, ukorenjenog u ortodoksnom konceptu eksplicitnog prenošenja kako svetog pisma, tako i njegovog usmenog tumačenja. Iako je takođe podložna promenama i novom razumevanju, osnovna premisa progresivnog otkrivenja traje i u reformskoj misli.
U svojim ranim danima, na ovu ideju je u velikoj meri uticala filozofija nemačkog idealizma, iz koje su njegovi osnivači crpili mnogo inspiracije: vera u čovečanstvo koje maršira ka potpunom razumevanju sebe i božanskog, manifestovanog u moralnom napretku ka savršenstvu. Ovo visoko racionalističko gledište je praktično identifikovalo ljudski razum i intelekt sa božanskim delovanjem, ostavljajući malo prostora za direktan uticaj Boga. Gajger je shvatio da se otkrivenje dešava preko inherentne „genijalnosti“ naroda Izraela, a njegov bliski saveznik Solomon Formsteher opisao je to kao buđenje sebe u potpunu svest o svom religioznom razumevanju. Američki teolog Kaufman Koler je takođe govorio o „posebnom uvidu“ Izraela, gotovo potpuno nezavisnom od direktnog božanskog učešća, a engleski mislilac Klod Montefjor, osnivač liberalnog judaizma, sveo je otkrovenje na „nadahnuće“, prema unutrašnjoj vrednosti samo na vrednost njegovog sadržaja, koje „ne inspiriše mesto gde bivaju nađeni“. Zajedničko svim ovim shvatanjima bila je tvrdnja da sadašnje generacije imaju više i bolje razumevanje božanske volje i da mogu i treba da nepokolebljivo menjaju i preobličavaju verske propise.
U decenijama oko Drugog svetskog rata, ova racionalistička i optimistička teologija je dovedena u pitanje. Postepeno je zamenjena, uglavnom jevrejskim egzistencijalizmom Martina Bubera i Franca Rozencvajga, usredsređenim na složen, lični odnos sa stvaraocem, i trezvenije i razočaranije poglede. Poistovećivanje ljudskog razuma sa bogonadahnućem odbačeno je u korist gledišta poput Rozencvajgovog, koje je isticalo da je jedini sadržaj otkrovenja ono samo po sebi, dok su svi njegovi izvodi subjektivno, ograničeno ljudsko razumevanje. Međutim, dajući viši status istorijskom i tradicionalnom razumevanju, obojica su insistirali da „otkrovenje svakako nije davanje zakona“ i da ono ne sadrži nikakve „završene izjave o Bogu“, već da je ljudska subjektivnost oblikovala nedokučiv sadržaj Susreta, i da se tumači pod sopstvenim ograničenjima. Viši predstavnik posleratne reformske teologije, Judžin Borovic, posmatrao je teofaniju u postmodernim terminima i blisko je povezao sa svakodnevnim ljudskim iskustvom i međuljudskim kontaktom. On je odbacio pojam „progresivnog otkrivenja” u smislu poređenja ljudskog poboljšanja sa božanskim nadahnućem, naglašavajući da su prošla iskustva „jedinstvena” i od večne važnosti. Ipak, on je izjavio da njegove ideje nikako ne negiraju koncept stalnog, pojedinačno doživljenog otkrivenja od strane svih.

## Literatura
- Zola, Gary Phillip, ур. (1996). Women Rabbis: Exploration & Celebration: Papers Delivered at an Academic Conference Honoring Twenty Years of Women in the Rabbinate, 1972–1992. Hebrew Union College Press. ISBN 0-87820-214-5.
- Cohen, Judah. (2009). The Making of a Reform Cantor. Bloomington: Indiana University Press.
- Meyer, Michael A (1976), The History of Hebrew Union College-Jewish Institute of Religion: A Centennial History 1875–1975., Cincinnati: Hebrew Union College Press.
- Slobin, Mark (2002), Chosen Voices: The Story of the American Cantor., Chicago: University of Illinois.
- Philipson, David (1907). The Reform Movement in Judaism. Syracuse, New York: Macmillan.
- Raphael, Marc (1993). Reform Judaism in America: A Biographical Dictionary and Sourcebook (Jewish Denominations in America). Westport, Conn.: Greenwood Press. ISBN 0313246289. OCLC 26212515.
- Borowitz, Eugene B. (1996). Reform Judaism Today (Reform Judaism Today, Reform in the Process of Change, What We Believe, How We Live, Leader's Guide). Greenwood Press. ISBN 9780874413151.
- Romain, Jonathan A. (2004). Reform Judaism and Modernity: A Reader. SCM Press. ISBN 0334029481.
- Kaplan, Dana Evan (2005) [2003]. American Reform Judaism: An Introduction. New Brunswick, New Jersey: Rutgers University Press. ISBN 0813532191.
- Kaplan, Dana Evan (2009). Contemporary American Judaism: Transformation and Renewal. Columbia University Press.
- Kaplan, Dana Evan (2013). The New Reform Judaism: Challenges and Reflections. Philadelphia: The Jewish Publication Society. ISBN 9781461940500. OCLC 857493257.
- Kaplan, Dana Evan (2017). A Life of Meaning: Embracing Reform Judaism's Sacred Path. CCAR Press. ISBN 978-0881233131.

## Spoljašnje veze
- -author= -
- Unión del Judaísmo Reformista - Amlat
- „Instituto de Formación Rabínica Reformista”. Архивирано из оригинала 20. 09. 2022. г. Приступљено 18. 09. 2022.